# Channel One Cup 2014
Karjala Cup 2014 bude turnaj v rámci série Euro Hockey Tour 2014/2015, který bude probíhat od 19. do 22. prosince 2014. Zápas mezi českou a švédskou hokejovou reprezentací proběhne v O2 areně v Praze, ostatní zápasy turnaje proběhnou v hale Bolšoj v ruském Soči. Obhájcem prvenství z předchozího ročníku byla česká hokejová reprezentace. Vítězem turnaje se po čtrnácté stala reprezentace Ruska.

## Zápasy
| 18. prosince 2014 17:00 SEČ | Rusko | 2 : 0 (1:0, 0:0, 1:0) | Finsko | Bolšoj, Soči Návštěvnost: 11 150 |  |

| Zpráva                                         |                                                |          |             |                                                                                         |
| Alexandr Jerjomenko                            | Alexandr Jerjomenko                            | Brankáři | Atte Engren | Rozhodčí: Vladimír Pešina Martin Fraňo Čároví: Alexandr Sadovnikov Alexandr Zacharenkov |
| Jevgenij Medveděv 19:07 Sergej Plotnikov 59:43 | Jevgenij Medveděv 19:07 Sergej Plotnikov 59:43 | 1:0 2:0  |             | Rozhodčí: Vladimír Pešina Martin Fraňo Čároví: Alexandr Sadovnikov Alexandr Zacharenkov |
| 10 min                                         | 10 min                                         | Tresty   | 6 min       | Rozhodčí: Vladimír Pešina Martin Fraňo Čároví: Alexandr Sadovnikov Alexandr Zacharenkov |
| 26                                             | 26                                             | Střely   | 27          | Rozhodčí: Vladimír Pešina Martin Fraňo Čároví: Alexandr Sadovnikov Alexandr Zacharenkov |

| 18. prosince 2014 18:30 SEČ | Česko | 4 : 6 (2:0, 2:3, 0:3) | Švédsko | O2 arena, Praha Návštěvnost: 16 348 |  |

| Zpráva                                                                      |                                                                             |                                         | |                                                                            |
| Pavel Francouz                                                              | Pavel Francouz                                                              | Brankáři                                | Anders Nilsson | Rozhodčí: Antti Boman Jari Levonen Čároví: Miroslav Lhotský Libor Suchánek |
| Jan Kovář 13:04 Michal Birner 13:56 Roman Červenka 23:26 Ondřej Němec 35:21 | Jan Kovář 13:04 Michal Birner 13:56 Roman Červenka 23:26 Ondřej Němec 35:21 | 1:0 2:0 3:0 3:1 3:2 3:3 4:3 4:4 4:5 4:6 | 30:17 Patrik Hersley 30:33 Patrik Hersley 31:31 Johan Fransson 43:17 Johan Fransson 54:56 Mattias Janmark-Nylén 56:15 Andreas Johnson | Rozhodčí: Antti Boman Jari Levonen Čároví: Miroslav Lhotský Libor Suchánek |
| 6 min + Smoleňák 10 min                                                     | 6 min + Smoleňák 10 min                                                     | Tresty                                  | 4 min + Rahimi do konce utkání a 5 min                                                                                                | Rozhodčí: Antti Boman Jari Levonen Čároví: Miroslav Lhotský Libor Suchánek |
| 27                                                                          | 27                                                                          | Střely                                  | 30 | Rozhodčí: Antti Boman Jari Levonen Čároví: Miroslav Lhotský Libor Suchánek |

| 20. prosince 2014 12:00 SEČ | Švédsko | 2 : 3 (0:1, 2:1, 0:1) | Rusko | Bolšoj, Soči Návštěvnost: 10 400 |  |

| Zpráva                                     |                                            |                     |                                                           |                                                                                         |
| Henrik Karlsson                            | Henrik Karlsson                            | Brankáři            | Konstantin Barulin                                        | Rozhodčí: Vladimír Pešina Martin Fraňo Čároví: Alexandr Sadovnikov Alexandr Zacharenkov |
| Jimmie Ericsson 24:06 Patrik Hersley 28:14 | Jimmie Ericsson 24:06 Patrik Hersley 28:14 | 0:1 1:1 2:1 2:2 2:3 | 04:57 Anton Bělov 38:10 Ilja Kovalčuk 43:11 Ilja Kovalčuk | Rozhodčí: Vladimír Pešina Martin Fraňo Čároví: Alexandr Sadovnikov Alexandr Zacharenkov |
| 12 min                                     | 12 min                                     | Tresty              | 12 min                                                    | Rozhodčí: Vladimír Pešina Martin Fraňo Čároví: Alexandr Sadovnikov Alexandr Zacharenkov |
| 27                                         | 27                                         | Střely              | 19                                                        | Rozhodčí: Vladimír Pešina Martin Fraňo Čároví: Alexandr Sadovnikov Alexandr Zacharenkov |

| 20. prosince 2014 16:00 SEČ | Finsko | 3 : 2 SN (1:0, 0:2, 1:0 ; 0:0 ; 1:0) | Česko | Bolšoj, Soči Návštěvnost: 4 684 |  |

| Zpráva | |                                                        | |                                                                                   |
| Mikko Koskinen | Mikko Koskinen | Brankáři                                               | Jakub Kovář | Rozhodčí: Vječeslav Bulanov Sergej Karabanov Čároví: Alexej Medvěděv Viktor Birin |
| Sami Lepistö 19:01 Sakari Salminen 42:18 Jarkko Immonen Joonas Donskoi Jonas Enlund Jarkko Immonen Teemu Ramstedt Joonas Donskoi | Sami Lepistö 19:01 Sakari Salminen 42:18 Jarkko Immonen Joonas Donskoi Jonas Enlund Jarkko Immonen Teemu Ramstedt Joonas Donskoi | 1:0 1:1 1:2 2:2 Samostatné nájezdy 1:0 1:1 1:2 2:2 3:2 | 23:42 Lukáš Radil 25:53 Dominik Simon Jakub Klepiš Jan Kovář Ondřej Němec Jan Kovář Jakub Klepiš Vladimír Sobotka Jan Kovář | Rozhodčí: Vječeslav Bulanov Sergej Karabanov Čároví: Alexej Medvěděv Viktor Birin |
| 8 min | 8 min | Tresty                                                 | 12 min | Rozhodčí: Vječeslav Bulanov Sergej Karabanov Čároví: Alexej Medvěděv Viktor Birin |
| 24 | 24 | Střely                                                 | 31 | Rozhodčí: Vječeslav Bulanov Sergej Karabanov Čároví: Alexej Medvěděv Viktor Birin |

| 21. prosince 2014 12:00 SEČ | Rusko | 3 : 2 (2:0, 1:1, 0:1) | Česko | Bolšoj, Soči Návštěvnost: 10 453 |  |

| Zpráva                                                            |                                                                   |                     |                                   |                                                                                         |
| Stanislav Galimov                                                 | Stanislav Galimov                                                 | Brankáři            | Jakub Kovář                       | Rozhodčí: Mikael Sjökvist Marcus Linde Čároví: Alexandr Sadovnikov Alexandr Zacharenkov |
| Alexandr Kutuzov 14:16 Igor Grigorenko 19:30 Jegor Jakovlev 24:21 | Alexandr Kutuzov 14:16 Igor Grigorenko 19:30 Jegor Jakovlev 24:21 | 1:0 2:0 3:0 3:1 3:2 | 31:06 Jan Kovář 47:38 – Erik Hrňa | Rozhodčí: Mikael Sjökvist Marcus Linde Čároví: Alexandr Sadovnikov Alexandr Zacharenkov |
| 6 min                                                             | 6 min                                                             | Tresty              | 6 min                             | Rozhodčí: Mikael Sjökvist Marcus Linde Čároví: Alexandr Sadovnikov Alexandr Zacharenkov |
| 23                                                                | 23                                                                | Střely              | 17                                | Rozhodčí: Mikael Sjökvist Marcus Linde Čároví: Alexandr Sadovnikov Alexandr Zacharenkov |

| 21. prosince 2014 16:00 SEČ | Finsko | 3 : 2 SN (1:0, 1:2, 0:0 ; 0:0 ; 1:0) | Švédsko | Bolšoj, Soči Návštěvnost: 3 641 |  |

| Zpráva                                                                                   |                                                                                          |                                                        |                                                                                 |                                                                                  |
| Mikko Koskinen                                                                           | Mikko Koskinen                                                                           | Brankáři                                               | Henrik Karlsson                                                                 | Rozhodčí: Alexej Anisimov Vječeslav Bulanov Čároví: Viktor Birin Alexej Medvěděv |
| Joonas Donskoi 13:36 Sakari Salminen 29:14 Jarkko Immonen Joonas Donskoi Sakari Salminen | Joonas Donskoi 13:36 Sakari Salminen 29:14 Jarkko Immonen Joonas Donskoi Sakari Salminen | 1:0 1:1 2:1 2:2 Samostatné nájezdy 0:1 1:1 1:2 2:2 3:2 | 23:14 Oscar Möller 37:34 Jimmie Ericsson Staffan Kronwall Oscar Möller L. Omark | Rozhodčí: Alexej Anisimov Vječeslav Bulanov Čároví: Viktor Birin Alexej Medvěděv |
| 12 min                                                                                   | 12 min                                                                                   | Tresty                                                 | 16 min                                                                          | Rozhodčí: Alexej Anisimov Vječeslav Bulanov Čároví: Viktor Birin Alexej Medvěděv |
| 26                                                                                       | 26                                                                                       | Střely                                                 | 38                                                                              | Rozhodčí: Alexej Anisimov Vječeslav Bulanov Čároví: Viktor Birin Alexej Medvěděv |

## Tabulka
| Poř. | Tým     | Z | V | VP | PP | P | VG | OG | B |
| ---- | ------- | - | - | -- | -- | - | -- | -- | - |
| 1.   | Rusko   | 3 | 3 | 0  | 0  | 0 | 8  | 4  | 9 |
| 2.   | Finsko  | 3 | 0 | 2  | 0  | 1 | 6  | 6  | 4 |
| 3.   | Švédsko | 3 | 1 | 0  | 1  | 1 | 10 | 10 | 4 |
| 4.   | Česko   | 3 | 0 | 0  | 1  | 2 | 8  | 12 | 1 |